# Oranges and Lemons
Oranges and Lemons er en amerikansk stumfilm fra 1923 af George Jeske.

## Medvirkende
- Stan Laurel
- Katherine Grant som Valencia
- Eddie Baker som Orange Blossom
- George Rowe
- Sammy Brooks
- Mark Jones